# Truly Madly Deeply
Truly Madly Deeply è un singolo del gruppo musicale australiano Savage Garden, pubblicato il 3 marzo 1997 come terzo estratto dal primo album in studio Savage Garden. Il brano è inoltre presente in più episodi della serie TV Dawson's Creek.

## Descrizione
Il brano è un remake di una loro vecchia canzone intitolata "Magical Kisses".

## Successo commerciale
Nel 1998, la canzone ha raggiunto la vetta della classifica "Billboard Hot 100" per due settimane, mentre è rimasta alla posizione numero 1 della "Adult Contemporary" per ben undici settimane. Inoltre ha ottenuto un buon successo in tutti i paesi in cui è stata pubblicata.

## Video musicale
Per il brano sono stati realizzati due videoclip: uno è stato girato nella zona del Sacro Cuore di Parigi, perché ritenuto il posto più romantico del mondo. Il regista del video è Adolfo Doring.

## Tracce
Versione australiana
1. Truly Madly Deeply (album version) – 4:38
2. Truly Madly Deeply (Australian version) – 4:38
3. This Side of Me – 4:09
4. Love Can Move You – 4:47

Versione inglese
1. Truly Madly Deeply (Album Version) – 4:38
2. Truly Madly Deeply (Night Radio Mix) – 4:35
3. I Want You (Album Version) – 3:52
4. I'll Bet He Was Cool – 3:57

## Classifiche

### Classifiche settimanali
| Classifica (1997/98)             | Posizione massima |
| -------------------------------- | ----------------- |
| Australia                        | 1                 |
| Austria                          | 2                 |
| Belgio (Fiandre)                 | 4                 |
| Belgio (Vallonia)                | 5                 |
| Canada                           | 1                 |
| Europa                           | 3                 |
| Finlandia                        | 13                |
| Francia                          | 9                 |
| Germania                         | 11                |
| Irlanda                          | 2                 |
| Italia                           | 1                 |
| Norvegia                         | 2                 |
| Nuova Zelanda                    | 12                |
| Paesi Bassi                      | 8                 |
| Regno Unito                      | 4                 |
| Stati Uniti                      | 1                 |
| Stati Uniti (adult contemporary) | 1                 |
| Stati Uniti (adult pop)          | 2                 |
| Stati Uniti (pop)                | 1                 |
| Svezia                           | 2                 |
| Svizzera                         | 7                 |

### Classifiche di fine anno
| Classifica (1997) | Posizione |
| ----------------- | --------- |
| Australia         | 7         |
| Classifica (1998) | Posizione |
| Regno Unito       | 10        |
| Stati Uniti       | 4         |

### Classifiche di fine decennio
| Classifica (1990-99) | Posizione |
| -------------------- | --------- |
| Stati Uniti          | 63        |

## Versione dei Cascada
Il gruppo tedesco Cascada ha eseguito una cover del brano nel 2005.